# Rainwater Cassette Exchange
Rainwater Cassette Exchange är en EP-skiva av den amerikanska musikgruppen Deerhunter. Precis som Microcastle spelades EP-skivan in i Rare Book Room Studios, Brooklyn och producerades av Nicolas Verhes. EP-skivan gavs ut digitalt 18 maj 2009 och 8 juni samma år på CD och vinyl. Titelspåret gavs ut digitalt 17 april.

## Låtlista
1. "Rainwater Cassette Exchange" - 2:23
2. "Disappearing Ink" - 2:22
3. "Famous Last Words" - 2:15
4. "Game of Diamonds" - 3:14
5. "Circulation" - 5:04